# Municipio de Woodward (condado de Clinton)
El municipio de Woodward (en inglés: Woodward Township) es un municipio ubicado en el condado de Clinton en el estado estadounidense de Pensilvania. En el año 2000 tenía una población de 2.296 habitantes y una densidad poblacional de 49.5 personas por km².

## Geografía
El municipio de Woodward se encuentra ubicado en las coordenadas 41°12′00″N 77°27′59″O / 41.20000, -77.46639.

## Demografía
Según la Oficina del Censo en 2000 los ingresos medios por hogar en la localidad eran de $38,972 y los ingresos medios por familia eran de $46,136. Los hombres tenían unos ingresos medios de $32,461 frente a los $22,337 para las mujeres. La renta per cápita de la localidad era de $21,554. Alrededor del 6,1% de la población estaba por debajo del umbral de pobreza.